# Puigterrà
El Puigterrà, indret conegut també amb el nom del castell que sembla hi havia estat construït, és un turó ubicat al centre de Manresa a 281 m.
En el segle xvii i anteriors hi havia una església dedicada a la Verge del Bon Succés que era visitada freqüentment pels manresans, en especial el segon diumenge després de la Pasqua de Resurrecció i Pentecostes en què tenia lloc una festa o aplec.
L'any 1761 l'Ajuntament acordà comprar un part de terreny, per construir-hi un magatzem o dipòsit de pólvora sobrant de la venda al detall. El 1822 s'hi va construir un fortí amb alguns canons per a la defensa de la ciutat. I en el 1834 es va millorar la fortificació amb bones parets, parapets, fossat i troneres, anomenant-se Fort de Santa Isabel.
Finalment, el 31 de desembre de 1862, el Governador Civil de la província va cedir a l'Ajuntament el castell i torre de Puigterrà amb la condició de conservar-lo.
En la revolució de l'any 1868 es traslladà la Verge a la capella dels infants, quedant tot el terreny en propietat de l'Ajuntament. Durant la Guerra dels Carlins es va fer servir per a la defensa de la ciutat. El 7 d'octubre de 1880 el Capità General del Districte va disposar en tornar el castell a l'Ajuntament de la ciutat. Abans de la guerra civil del 36 encara es podia veure el castell en runes. Avui només queden les restes del que era una paret del castell.
Per la guerra civil fou considerat el lloc més indicat per a la construcció d'un refugi. En el seu interior s'hi va obrir una xarxa de galeries comunicades entre elles. Les obres van començar, tant per la banda del carrer de Circumval·lació com per la del carrer del Sol, per cinc boques diferents i el tipus de terreny obligà a fer-hi servir explosius.
L'any 1936 s'hi començà a muntar el centre emissor del castell de Puigterrà, que entrà en servei l'abril del 1937. Els estudis van romandre a l'Ateneu fins al 1952, quan es traslladaren a La Plana de l'Om.